# 巴伊夫 (乌克兰)
50°41′48″N 25°12′49″E / 50.69667°N 25.21361°E
巴伊夫（羅馬化：Bayiv）是烏克蘭西部沃倫州盧茨克區的村落，始建於1545年，面積0.73平方公里，海拔高度198米，2001年人口659，人口密度每平方公里905.22人。